# Río Blackfoot
El río Blackfoot (en inglés: Blackfoot River), a veces llamado río Gran Blackfoot (Big Blackfoot River) para distinguirlo del río Little Blackfoot, es un corto río de Estados Unidos de la cuenca del río Columbia alimentado por el deshielo de la nieve y manantiales del oeste Montana.

## Descripción
El río comienza en el condado de Lewis and Clark en la Divisoria continental de América, a 16 km al noreste de la ciudad de Lincoln (a 1382 m de altitud). Las cabeceras del río se encuentran entre el Rogers Pass (1710 m), al norte, y Stemple Pass (1943 m), al sur. Fluye hacia el oeste, pasando por la ciudad de Milltown y desemboca en el río Clark Fork aproximadamente a unos 8 km al este de la ciudad de Missoula (978 m).
El río Blackfoot es famoso por sus oportunidades de recreo, sobre todo la pesca con mosca, y también el rafting, el piragüismo, y el inner tubing (neumáticos). Es un río rápido y frío, con muchas pozas, siendo el hábitat principal de diversas variedades de truchas.  Es uno de los tramos de agua más famosos del mundo.
El cañón del río y los valles fueron formados por las inundaciones del Missoula, cataclismáticas inundaciones por desborde del lago glaciar que ocurrieron al final de la última edad del hielo.
El río Blackfoot y el Clark Fork experimentaron una inundación récord en 1908.8.
El Blackfoot es un río Clase I desde el sitio de acceso pesquero de Cedar Meadow, al oeste de Helmville hasta su confluencia con el río Clark Fork, para acceso al público y propósitos recreativos.

## En la cultura popular
El río aparece en la novela de 1976 El río de la vida, de Norman Maclean, así como en la película de 1992 A River Runs Through It, dirigida por Robert Redford y protagonizada por Brad Pitt.